# Mauser (Vögel)

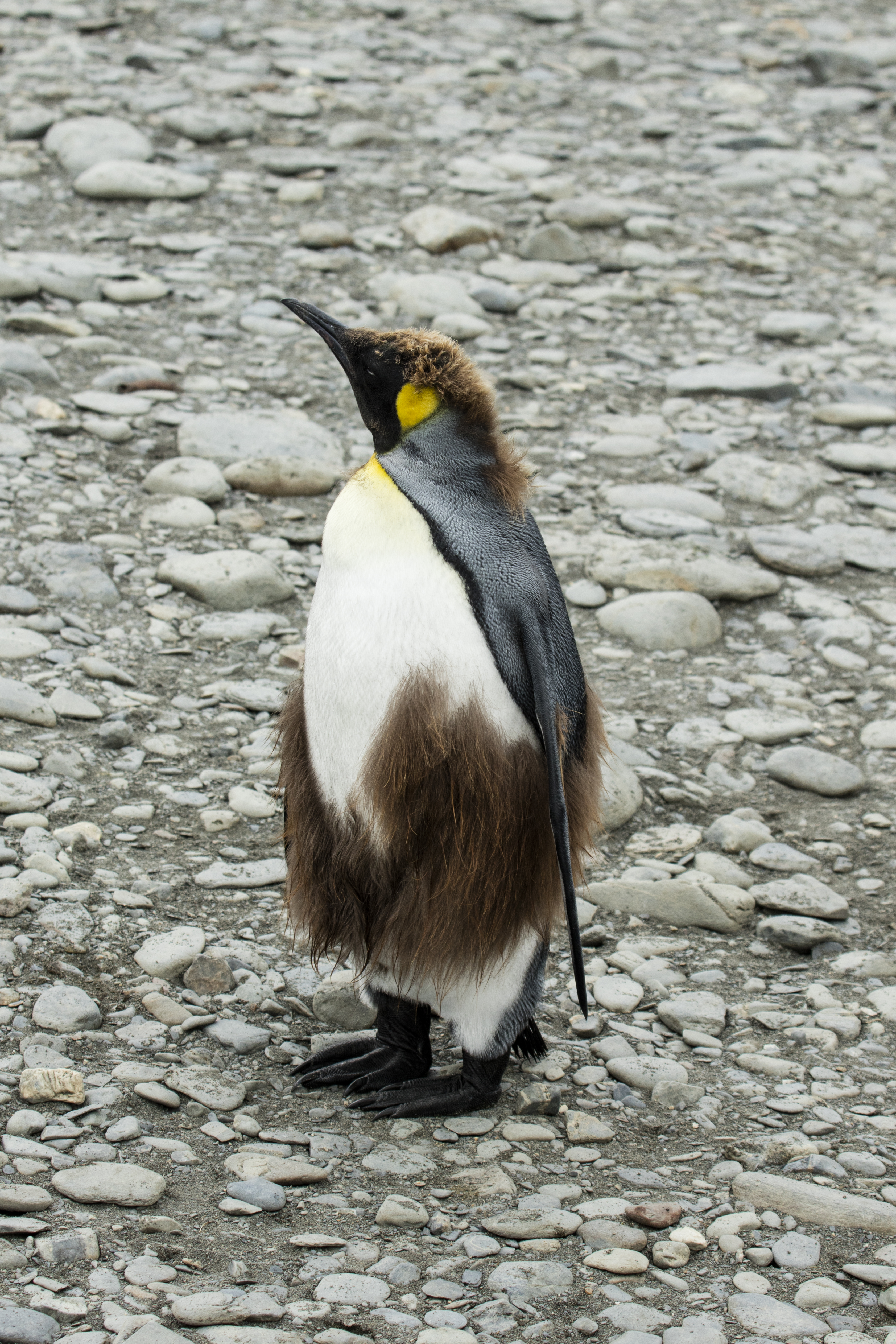
Junger Königspinguin während der Mauser vom Dunen- in das Jugendkleid

Als Mauser (von lateinisch mutare „ändern“, „tauschen“) bezeichnet man das regelmäßige Abwerfen und Neuwachstum der Vogelfeder.
Federn nutzen sich ab und müssen daher in regelmäßigen Abständen erneuert werden. Der Gefiederwechsel wird hormonell gesteuert, wobei die Hormonproduktion wiederum von äußeren Einflüssen wie Temperatur, Tageslänge und Nahrungsangebot abhängt. Die Federn werden meist nach und nach ersetzt, häufig nach einem bestimmten System, um die Flugfähigkeit zu erhalten. Eine Reihe von Vogelarten ist während der Mauser jedoch flugunfähig, da das Großgefieder innerhalb sehr kurzer Zeit (oft während nur weniger Tage) vollständig abgestoßen wird und dann auch vollständig nachwächst. Diese Form der Mauser ist zum Beispiel bei vielen Entenvögeln verbreitet.

## Mauserformen

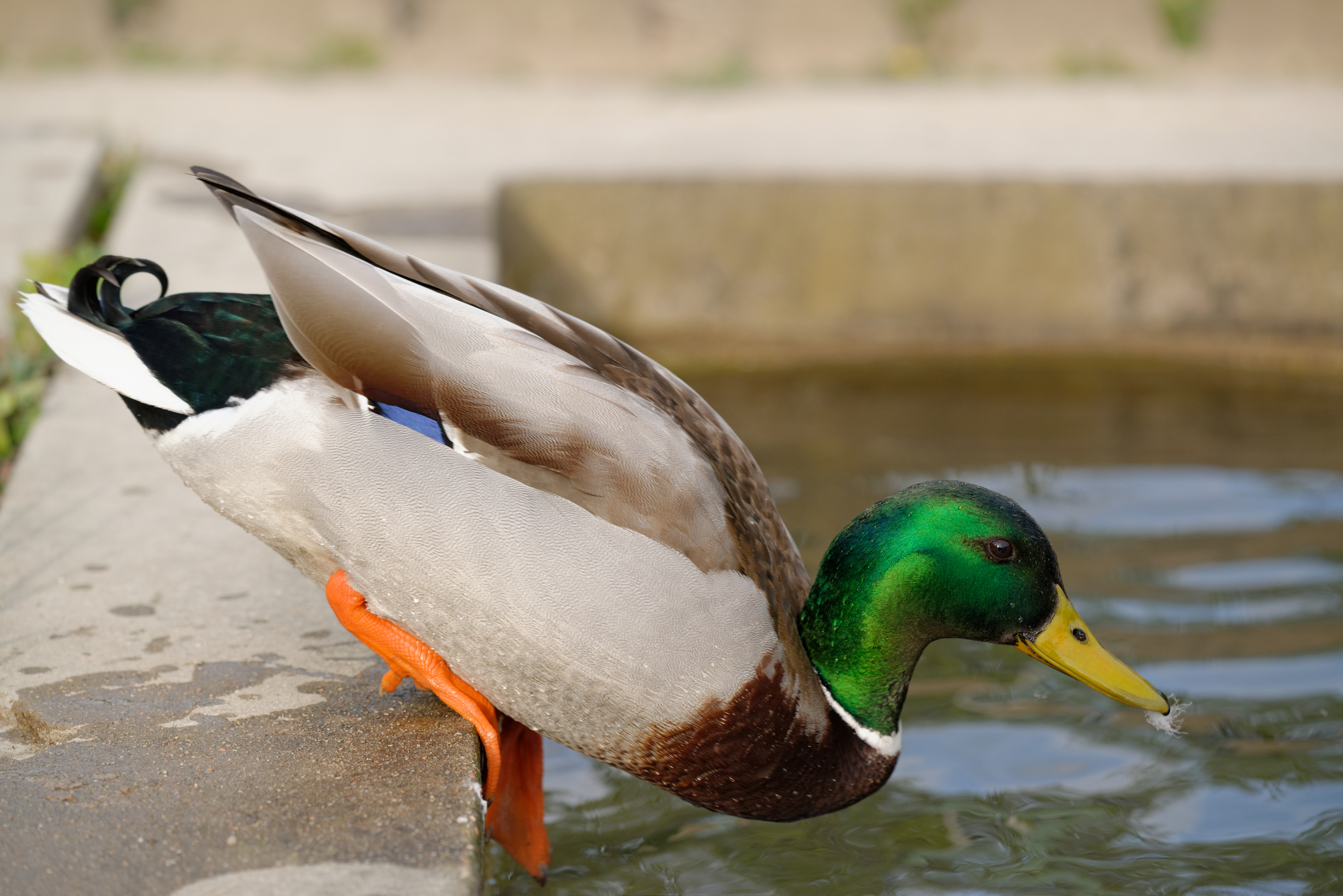
Erpel der Stockente im Prachtkleid

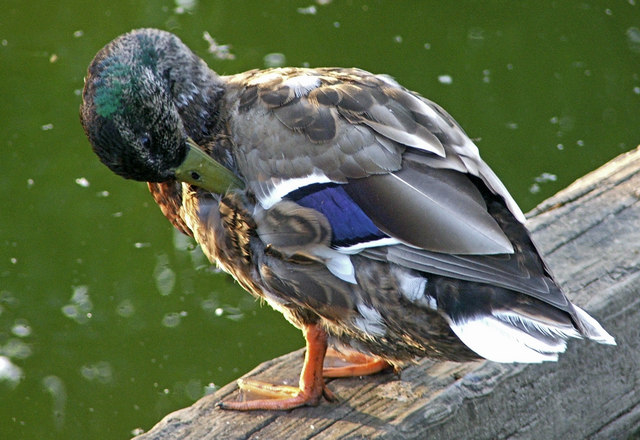
Erpel der Stockente in der Mauser

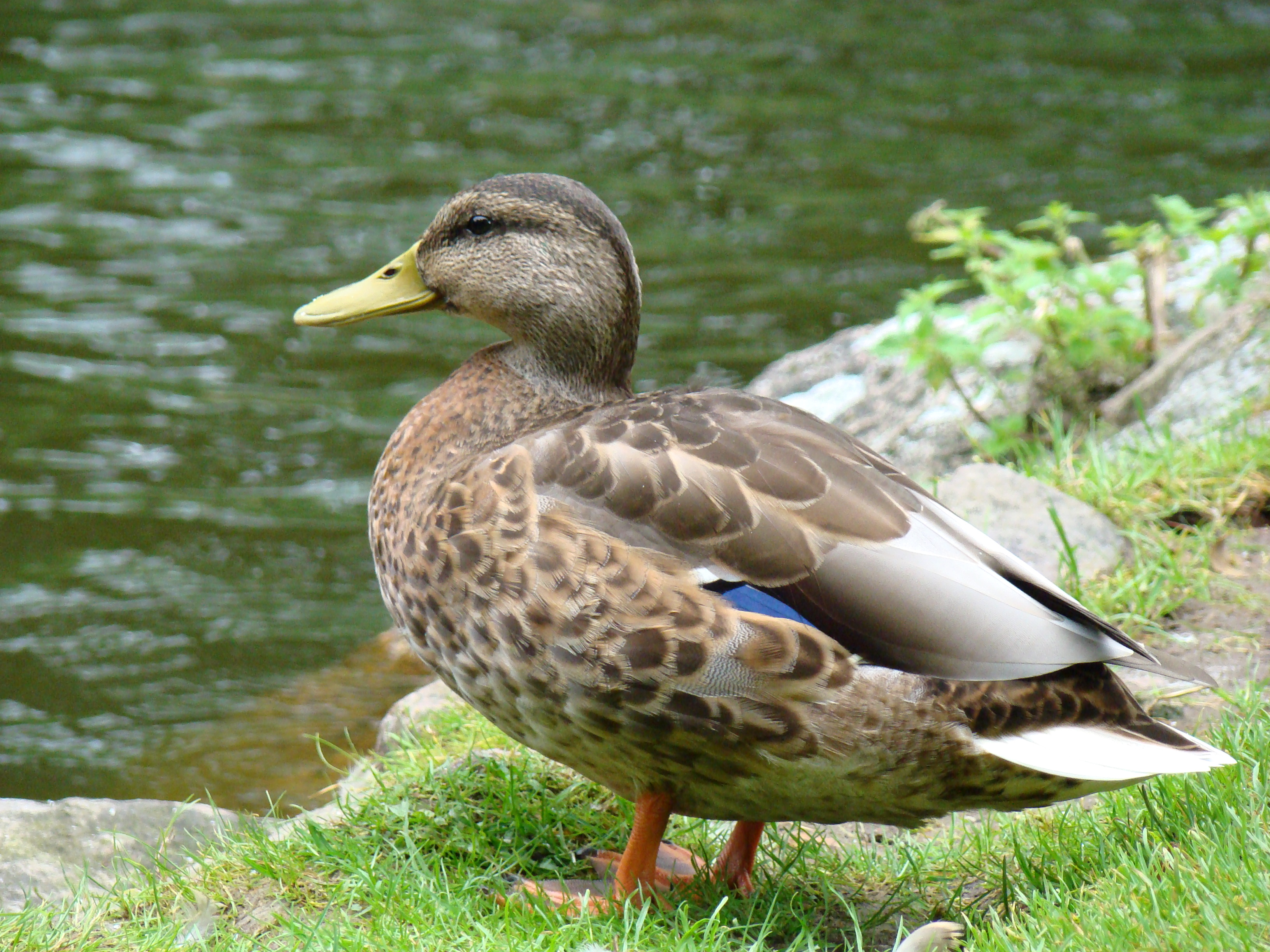
Erpel – durch den gelben Schnabel von der Ente zu unterscheiden – der Stockente im Schlichtkleid

Unterschieden wird je nach Umfang zwischen:
- Vollmauser: Das Klein- und Großgefieder wird vollständig ersetzt, alle oder fast alle Federn werden gewechselt. Dies ist bei Greifvögeln wie zum Beispiel dem Rotmilan der Fall.
- Teilmauser: Es werden nur Teile des Gefieders ersetzt, häufig zum Beispiel nur das Kleingefieder.

Weitere Einteilungen sind alters- oder jahreszeitabhängig:
- Permanentmauser: Ständige, ganzjährige Mauser (Beispiel: Papageien).
- Jugendmauser oder postjuvenile Mauser: Mauser der Jungvögel nach dem Ausfliegen, diese ist meist eine Teilmauser.
- Pränuptialmauser: Diese vorbrutzeitliche Mauser ist in Europa bei vielen Singvögeln verbreitet und findet häufig im Winterquartier statt.
- Postnuptialmauser: Mauser der adulten Vögel nach der Brutzeit, sie ist häufig als Vollmauser ausgeprägt und in Europa ebenfalls bei vielen Singvögeln verbreitet.

Bei Vögeln, die sowohl Pränuptialmauser als auch eine Postnuptialmauser haben, tragen die Männchen oft zur Brutzeit ein auffälligeres Prachtkleid und wechseln in der Postnuptialmauser wieder zum unauffälligeren Schlichtkleid. Einige Wasservögel suchen zur Mauser geschützte Gebiete auf (Mauserzug).
Die Mauser stellt für Vögel eine energetische Belastung dar. Sie findet daher häufig außerhalb der Fortpflanzungszeit statt, während der bereits ein erhöhter Energiebedarf besteht.

## Schockmauser
Als Schockmauser bezeichnet man einen Federabwurf, der durch Stress ausgelöst wird. Vermutlich wirken hier die Stresshormone auf die Mauser. Die Schockmauser entspringt wahrscheinlich einem Schutzreflex und dient der Flucht vor einem Angreifer, der nur Federreste zurückbehält. Diese wird auch Schreckmauser genannt. Vögel verlieren schlagartig Schwanzfedern oder das Kleingefieder aufgrund von Stresseinwirkung (etwa beim Fang) zum Beispiel bei Hühnern und Tauben.

## Stockmauser
Als Stockmauser bezeichnet man eine ins Stocken geratene Mauser, das heißt eine Mauser, die nicht in der normalen Zeit zum Abschluss gekommen ist. Symptome der Stockmauser sind meistens ein Federausfall an der Kopf- und Halspartie, wie auch teils nicht bis zum Ende entwickeltes Gefieder. Das Allgemeinbefinden der Vögel ist dadurch nicht nennenswert beeinträchtigt.
Die Ursachen der Stockmauser sind sehr unterschiedlich, das können z. B. mangelhafte Versorgung mit Vitaminen und Mineralstoffen sein, sprunghafte und unnatürliche Temperaturschwankungen, Tageslichtlängen ohne Berücksichtigung der Tages- und Jahreszeiten, Stressfaktoren durch Umsetzen der gerade mausernden Vögel oder gravierende Veränderungen der Umgebung, Überbesatz bei Massenhaltung.
Das Gefieder nimmt seine normale Form und Farbe überwiegend erst bei der nächsten Mauser an.